# 52. Międzynarodowy Festiwal Filmowy w Berlinie
52. Międzynarodowy Festiwal Filmowy w Berlinie odbył się w dniach 6–17 lutego 2002 roku. Imprezę otworzył pokaz niemieckiego filmu Niebo w reżyserii Toma Tykwera. W konkursie głównym zaprezentowano 23 filmy pochodzące z 12 różnych krajów.
Jury pod przewodnictwem indyjskiej reżyserki Miry Nair przyznało nagrodę główną festiwalu, Złotego Niedźwiedzia, ex aequo brytyjskiemu filmowi Krwawa niedziela w reżyserii Paula Greengrassa oraz japońskiej animacji Spirited Away: W krainie bogów w reżyserii Hayao Miyazakiego. Drugą nagrodę w konkursie głównym, Srebrnego Niedźwiedzia – Grand Prix Jury, przyznano niemieckiemu filmowi Na półpiętrze w reżyserii Andreasa Dresena.
Honorowego Złotego Niedźwiedzia za całokształt twórczości odebrali włoska aktorka Claudia Cardinale i amerykański reżyser Robert Altman. W ramach festiwalu odbyła się retrospektywa pt. European 60's, poświęcona europejskim filmom z lat 60. Dieter Kosslick został dyrektorem festiwalu po ustąpieniu Moritza de Hadelna, który kierował imprezą od 1980.

## Członkowie jury

Przewodnicząca jury konkursu głównego Mira Nair.

### Konkurs główny
- Mira Nair, indyjska reżyserka – przewodnicząca jury[4]
- Nicoletta Braschi, włoska aktorka
- Peter Cowie, brytyjski historyk filmu
- Renata Litwinowa, rosyjska aktorka
- Lucrecia Martel, argentyńska reżyserka
- Claudie Ossard, francuska producentka filmowa
- Raoul Peck, haitański reżyser
- Declan Quinn, amerykański operator
- Oskar Roehler, niemiecki reżyser
- Kenneth Turan, amerykański krytyk filmowy

## Selekcja oficjalna

### Otwarcie i zamknięcie festiwalu
|             | Tytuł                            | Reżyseria       | Kraj produkcji    |
| ----------- | -------------------------------- | --------------- | ----------------- |
| Otwierający | Niebo                            | Tom Tykwer      | Niemcy            |
| Zamykający  | Dyktator (wersja odrestaurowana) | Charles Chaplin | Stany Zjednoczone |

### Konkurs główny
Następujące filmy zostały wyselekcjonowane do udziału w konkursie głównym o Złotego Niedźwiedzia i Srebrne Niedźwiedzie:
| Tytuł polski                   | Tytuł oryginalny                               | Reżyseria            | Kraj produkcji    |
| ------------------------------ | ---------------------------------------------- | -------------------- | ----------------- |
| 8 kobiet                       | 8 femmes                                       | François Ozon        | Francja           |
| Amen.                          | Amen.                                          | Costa-Gavras         | Francja           |
| Baader                         | Baader                                         | Christopher Roth     | Niemcy            |
| Pod chmurami                   | Beneath Clouds                                 | Ivan Sen             | Australia         |
| Krwawa niedziela               | Bloody Sunday                                  | Paul Greengrass      | Wielka Brytania   |
| Bridget                        | Bridget                                        | Amos Kollek          | Stany Zjednoczone |
| Płonąc na wietrze              | Brucio nel vento                               | Silvio Soldini       | Włochy            |
| Pewnego sierpniowego dnia      | Δεκαπενταύγουστος Dekapentavgoustos            | Konstandinos Janaris | Grecja            |
| Mapa serca                     | Der Felsen                                     | Dominik Graf         | Niemcy            |
| Na półpiętrze                  | Halbe Treppe                                   | Andreas Dresen       | Niemcy            |
| Niebo                          | Heaven                                         | Tom Tykwer           | Niemcy            |
| Iris                           | Iris                                           | Richard Eyre         | Wielka Brytania   |
| Pokusy                         | Kísértések                                     | Zoltán Kamondi       | Węgry             |
| KT                             | KT                                             | Junji Sakamoto       | Japonia           |
| Przepustka                     | Laissez-passer                                 | Bertrand Tavernier   | Francja           |
| W poniedziałek rano            | Lundi matin                                    | Otar Ioseliani       | Francja           |
| Czekając na wyrok              | Monster’s Ball                                 | Marc Forster         | Stany Zjednoczone |
| Zły facet                      | 나쁜 남자 Nabbeun namja                        | Kim Ki-duk           | Korea Południowa  |
| Kamienie                       | Piedras                                        | Ramón Salazar        | Hiszpania         |
| Genialny klan                  | The Royal Tenenbaums                           | Wes Anderson         | Stany Zjednoczone |
| Spirited Away: W krainie bogów | 千と千尋の神隠し Sen to Chihiro no kamikakushi | Hayao Miyazaki       | Japonia           |
| Kroniki portowe                | The Shipping News                              | Lasse Hallström      | Stany Zjednoczone |
| Drobne wpadki                  | Små ulykker                                    | Annette K. Olesen    | Dania             |

### Pokazy pozakonkursowe
Następujące filmy zostały wyświetlone na festiwalu w ramach pokazów pozakonkursowych:
| Tytuł polski               | Tytuł oryginalny                                     | Reżyseria     | Kraj produkcji    |
| -------------------------- | ---------------------------------------------------- | ------------- | ----------------- |
| Piękny umysł               | A Beautiful Mind                                     | Ron Howard    | Stany Zjednoczone |
| Gosford Park               | Gosford Park                                         | Robert Altman | Wielka Brytania   |
| Modlitwa za hetmana Mazepę | Молитва за гетьмана Мазепу Molitva za getmana Mazepu | Jurij Illenko | Ukraina           |
| Sztuka wyboru              | Taking Sides                                         | István Szabó  | Niemcy            |
| Oda do Kolonii             | Viel passiert – Der BAP-Film                         | Wim Wenders   | Niemcy            |
| Szczęście na raty          | 幸福时光 Xing fu shi guang                           | Zhang Yimou   | Chiny             |

## Laureaci nagród

### Konkurs główny
Złoty Niedźwiedź
- Krwawa niedziela, reż. Paul Greengrass
- Spirited Away: W krainie bogów, reż. Hayao Miyazaki

Srebrny Niedźwiedź – Nagroda Grand Prix Jury
- Na półpiętrze, reż. Andreas Dresen

Srebrny Niedźwiedź dla najlepszego reżysera
- Otar Ioseliani – W poniedziałek rano

Srebrny Niedźwiedź dla najlepszej aktorki
- Halle Berry – Czekając na wyrok

Srebrny Niedźwiedź dla najlepszego aktora
- Jacques Gamblin – Przepustka

Srebrny Niedźwiedź za najlepszą muzykę
- Antoine Duhamel – Przepustka

Srebrny Niedźwiedź za wybitne osiągnięcie artystyczne
- obsada filmu 8 kobiet

Nagroda im. Alfreda Bauera za innowacyjność
- Christopher Roth – Baader

### Konkurs filmów krótkometrażowych
Złoty Niedźwiedź dla najlepszego filmu krótkometrażowego
- At Dawning, reż. Martin Jones

### Pozostałe nagrody
Nagroda FIPRESCI
- W poniedziałek rano, reż. Otar Ioseliani

Nagroda Jury Ekumenicznego
- Krwawa niedziela, reż. Paul Greengrass

Honorowy Złoty Niedźwiedź za całokształt twórczości
- Robert Altman
- Claudia Cardinale